# Émile Lefranc
Émile Lefranc, né le 28 août 1798 à Saint-Omer et mort le 5 janvier 1854 dans l'ancien 10e arrondissement de Paris, est un universitaire français, homme de lettres, auteur de nombreux ouvrages pédagogiques, historiques, géographiques, littéraires et de dessin.

## Biographie

### Origines familiales
Issu d'une famille de laboureurs et de marchands, Alexandre Émile, dit Émile, Lefranc, né à Saint-Omer en 1798, est le second fils d'Ambroise Lefranc (1754-1826), fabriquant, et d'Isabelle Joseph Rasoir (1769-1855), mariés en 1794.

### Formation et carrière
Il effectue ses études à l'École Normale, puis à l'Université, dont il sort diplômé en 1820, à l'âge de 22 ans. Il est ensuite pressenti pour devenir précepteur du duc de Bordeaux, petit-neveu du roi de France Charles X, à l'usage duquel il rédige de nombreux ouvrages et auquel il dédie une biographie en deux volumes, parue en 1832, sous le titre Vie de Henri de France,,.
Il est professeur agrégé de l'université avant 1835, date à laquelle il a déjà publié une quinzaine d'ouvrages. Agrégé pour les classes supérieures de lettres de l'académie de Paris, il enseigne l'histoire durant plusieurs années, avant 1847, au Collège Rollin. Il demeure fidèle au légitimisme et affirme ses sympathies pour le député Pierre-Antoine Berryer, l'une des figures de proue de ce mouvement.
Sur le plan privé, il épouse le 23 juin 1827, dans l'Ancien 4e arrondissement de Paris, Marie Aspasie Virginie Gallais, fille d'un employé des postes de la ville de Paris.
Le 5 janvier 1854, Émile Lefranc, désigné comme « homme de lettres », meurt à l'âge de 55 ans à son domicile, Rue du Cherche-Midi, no 12, dans l'Ancien 10e arrondissement de Paris.

### Prix académiques
En 1840, Émile Lefranc obtient un prix d'éloquence à l'Académie royale de Metz. L'année suivante, il reçoit le même honneur pour un mémoire sur la question « Déterminer les différences qui existent entre la littérature du 18è siècle et celle du 19è, et indiquer les causes des changements qu'elle a subies », puis il reçoit un « Lys d'argent » pour une pièce de vers qu'il avait envoyée aux Jeux Floraux de Toulouse. En 1842, la Société archéologique de Béziers lui attribue un prix de poésie pour son ode en l'honneur du poète et latiniste français Jacques Vanière, prix qui s'ajoute aux nombreuses palmes académiques déjà remportées par l'auteur.

## Caractéristiques de son œuvre
Historien, géographe, professeur agrégé de l'Université, Lefranc est l’auteur de 170 ouvrages, dont de nombreux manuels scolaires.

Il est considéré comme un auteur catholique et antimaçonnique. Dans son Histoire de France depuis la Gaule primitive jusqu'en 1830, il écrit en 1846 : 

« Fin du règne de Louis XV, première expulsion des Jésuites. [...] En même temps on vit paraître au grand jour la société des francs-maçons [...] espèce de confrérie profane, composée jusqu'alors d'un grand nombre de dupes qui ne songeaient qu'à s'amuser et d'un petit nombre d'initiés, qui, seuls, avaient le secret de l'ordre. [...] Les Jansénistes leur prêtèrent de nouvelles forces [...] résolurent la perte des Jésuites. »

Émile Lefranc a également traduit du grec ancien en français des extraits d'Aristophane et écrit en latin. Son œuvre inclut des abrégés de grammaire et d'histoire, des cours de mythologie et de géographie, des manuels de littérature, de dessins, des ouvrages d'annotations d'écrivains classiques de l'Antiquité et des Temps Modernes, des recueils de vers et de savants mémoires. Émile Lefranc a également publié des éditions classiques des auteurs suivants : Cicéron, Démosthène, Descartes, Fénelon, Grégoire de Nazianze, Sophocle et Tacite.
Son petit-neveu, le docteur en médecine Louis Carton (1861-1924), officier de l'instruction publique, lui a consacré une biographie en 1924.

## Publications
Sélection d'œuvres, :
- Grammaire française, sur un plan entièrement nouveau, 1826 ;
- Grammaire latine, adoptée pour l'éducation de S.A.R. Mgr le duc de Bordeaux, 1826 ;
- Grammaire française abrégée, 1829 ;
- Cours de mythologie pour servir à l’intelligence des auteurs classiques grecs et latin, sous la forme de thèmes appliqués aux règles de la grammaire latine, 1829 ;
- La duchesse de Berry, en dix-sept tableaux, 1832[1] ;
- Nouveau manuel complet et méthodique des aspirans au baccalauréat ès lettres, 1835 ;
- Vie de Henri de France en deux volumes, 1832[1] ;
- Recueil de compositions françaises, 1840 ;
- Recueil de locutions et de synonymies latines et françaises, 1840 ;
- Actes des apôtres, texte grec, 1840 ;
- Histoire élémentaire de la littérature en cinq volumes, 1840-1844 ;
- Alcibiade premier ou Dialogue sur la nature humaine, texte grec, 1841 ;
- Lexique élémentaire grec-français, 1841 ;
- Histoire d'Espagne et de Portugal avec leurs colonies, 1842 ;
- Nouvelle géographie moderne comparée, par bassins et sur un plan historique, 1842 ;
- Traité élémentaire de dessin linéaire, 1842 ;
- Recueil de versions latines, à l’usage des aspirants au baccalauréat, pour les préparer à l’épreuve de la composition écrite, textes seuls, suivis de traductions, 1842 ;
- Histoire de France depuis la Gaule primitive jusqu'en 1830, 1846 ;
- Matières de vers latins avec leurs corrigés, 1848 ;
- Grammaire française, 1850 ;
- Grammaire latine complète, 1850 ;
- Histoire de France, depuis la Gaule primitive jusqu'en 1830, 1854 ;
- Histoire de France en quatre volumes, 1857 ;
- Cours complet d'histoire élémentaire, 8 volumes, 1860 ;
- Choix de discours des pères grecs, traduction française, 1862 ;
- Nouveau manuel des aspirants au baccalauréat ès-lettres, 1862 ;
- Histoire abrégée d'Angleterre, 1863 ;
- Histoire élémentaire et critique de la littérature française au Moyen âge, 1864 ;
- Tableau chronologique de l'histoire universelle, 1886.